# San Miguel (1773)
Il San Miguel fu un vascello di linea spagnolo da 74 cannoni che prestò servizio nella Armada Española tra il 1774 e il 1782, e poi, ribattezzato Saint Michael, nella Royal Navy tra il 1782 e il 1791.

## Storia
Il vascello San Miguel fu impostato presso  il Reales Astilleros di L'Avana, Cuba, nel 1773, sui piani costruttivi di tipo francese elaborati da don Francisco Gautier e venne varato il 6 dicembre dello stesso anno. Entrato in servizio nel corso del 1774, ne fu primo comandante il capitano don  José de Córdova y Ramos che si imbarcò il 7 settembre. Il 7 marzo 1775 ne assunse il comando il capitano Felipe Gonzáles Haedo ai cui ordini salpò da L'Avana, insieme al vascello Astuto, il 28 giugno come scorta ad un convoglio di navi militari e  mercantili diretto a Cadice. Una volta arrivato in questo porto eseguì prove comparative di navigazione con i vascelli San Eugenio e Oriente facenti parte di una divisione al comando di Juan de Lángara y Huarte. Nel corso del 1775 ritornò a L'Avana, dove nel 1776 effettuò nuove prove di navigazione e di tenuta del mare, per rientrare a Cadice nel corso dello stesso anno. Il 12 aprile 1777, al comando del capitano Francisco Gil y Lemos, trasferì 60 guardiamarina da Cadice, dove si erano imbarcati il 20 marzo, a El Ferrol.
Tra il giugno e il settembre 1779 operò, al comando del capitano Juan Joaquín Moreno, nel canale della Manica in forza alla squadra navale del tenente generale Luis de Córdova y  Córdova. Il 2 marzo 1780 si ancorò nella baia di Algeciras insieme ad altri tre vascelli, due fregate e tre sciabecchi, per prendere parte al grande assedio di Gibilterra facendo parte della divisione di don Antonio Barceló. Nel giugno 1780 fu distaccato a Ceuta insieme alle fregate Nuestra Señora del Rosario e Santa Gertrudis, allo sciabecco San Luis e al brigantino San León.
Il 24 giugno durante una delle sue crociere di sorveglianza tra Ceuta e Punta Europa per impedire l'ingresso di navi nemiche a Gibilterra, insieme alle due fregate e allo sciabecco "San Luis", comandato da Federico Carlo Gravina, il capitano Moreno colse l'occasione per attaccare il vascello inglese Panther e tre fregate che erano ancorate nelle vicinanze della Rocca di Gibilterra. La reazione inglese fu rapida, e le navi si posizionarono sotto la copertura delle batterie costiere impegnando comunque combattimento contro le navi spagnole che durò all'incirca un'ora. 
Il 4 luglio si unì alla divisione la fregata Santa Catalina effettuando diverse crociere di sorveglianza. Il 7 luglio Moreno ricevette l'ordine di unirsi con la sua divisione alla squadra dell'ammiraglio de Córdova y  Córdova, e il San Miguel salpò da Ceuta il 9 luglio, arrivando a Cadice il giorno 12. Da qui la squadra spagnola avrebbe dovuto intercettare una formazione navale inglese, al comando di Geary, che sarebbe dovuta arrivare a Gibilterra. Una squadra navale francese forte di 4 vascelli, una fregata e due sciabecchi, che scortava 26 mercantili, si unì alla formazione spagnola nello stretto di Gibilterra. Rientrato a Cadice con le altre navi di de Córdova y  Córdova, il vascello San Miguel prese parte ad una terza campagna nel canale della Manica durata dal giugno all'agosto 1782. Nel mese di settembre prese parte ad un combattimento in appoggio alle batterie galleggianti spagnole attaccate e incendiate dagli inglesi. Il 9 ottobre salpò con altre navi per intercettare un convoglio navale inglese, scortato da una squadra di vascelli al comando di Lord Howe, che trasportava i rifornimenti necessari per consentire alla guarnigione di Gibilterra di sostenere un anno di assedio. Il giorno successivo, nel tentativo di intercettare il nemico durante una forte tempesta, entrò in collisione con un'altra nave rimanendo gravemente danneggiato, con la rottura dell'albero di mezzana e del timone. Alla deriva e impossibilitato a manovrare il San Miguel si arenò nelle vicinanze del molo di Gibilterra, e nonostante il tentativo di Moreno di incendiarlo fu catturato dagli inglesi. Ribattezzato HMS Saint Michael fu immesso in servizio nella Royal Navy, venendo definitivamente radiato e venduto per la demolizione il 1 dicembre 1791.